# ナウ・アポカリプス 〜夢か現実か!? ユリシーズと世界の終わり
『ナウ・アポカリプス 〜夢か現実か!? ユリシーズと世界の終わり』（原題: Now Apocalypse）は、2019年に放送されたアメリカ合衆国のコメディドラマシリーズ。グレッグ・アラキが企画・製作し、製作総指揮をスティーヴン・ソダーバーグ、グレゴリー・ジェイコブズが務めた。出演はアヴァン・ジョーギア、ケリー・バーグランド、ボー・マーショフ、ロキサーヌ・メスキダなど。アメリカでは2019年3月から5月にかけてStarzで放送され、第1シーズンで打ち切られた。日本では、2020年4月からSTARZPLAYで日本語字幕・吹き替え版が配信された。

## あらすじ
ロサンゼルスで暮らすユリシーズ・ゼインと友人のカーリー、フォード、フォードの恋人セブリーヌは、愛とセックスと名声を求め生きている。不吉な予知夢に悩まされるユリシーズは、世界の終わりが来ていると妄想を募らせながら不安な日々を過ごしている。

## キャスト

### メイン
ユリシーズ・ゼイン
演 - アヴァン・ジョーギア
カーリー
演 - ケリー・バーグランド
フォード
演 - ボー・マーショフ
セブリーヌ
演 - ロキサーヌ・メスキダ

### リカーリング
Lars
演 - エヴァン・ハート
Klaus
演 - テイラー・ハート
ガブリエル
演 - タイラー・ポージー
ジェスロ
演 - デズモンド・チアム
Barnabas
演 - ケヴィン・ダニエルズ
Amber
演 - グレイス・ヴィクトリア・コックス
フランク
演 - メアリー・リン・ライスカブ
Kai
演 - クリス・アキリーノ
Magenta
演 - アヴラ・フリードマン
ミッチェル・ケント
演 - ヘンリー・ロリンズ
レイフ
演 - RJ・ミッテ
アイザック
演 - ジェイコブ・アーティスト
ホームレスの男
演 - ジェームズ・デュヴァル

## エピソード
| 通算 話数 | タイトル                                                                            | 監督             | 脚本                              | 放送日        | U.S.視聴者数 (百万人) |
| --------- | ----------------------------------------------------------------------------------- | ---------------- | --------------------------------- | ------------- | --------------------- |
| 1         | "ディス・イズ・ザ・ビギニング・オブ・ジ・エンド" "This Is the Beginning of the End" | グレッグ・アラキ | グレッグ・アラキ Karley Sciortino | 2019年3月10日 | 0.147                 |
| 2         | "ウェア・イズ・マイ・マインド" "Where Is My Mind?"                                  | グレッグ・アラキ | グレッグ・アラキ Karley Sciortino | 2019年3月17日 | 0.124                 |
| 3         | "ルールズ・オブ・アトラクション" "The Rules of Attraction"                          | グレッグ・アラキ | グレッグ・アラキ Karley Sciortino | 2019年3月24日 | 0.091                 |
| 4         | "ザ・ダウンワード・スパイラル" "The Downward Spiral"                                | グレッグ・アラキ | グレッグ・アラキ Karley Sciortino | 2019年3月31日 | 0.082                 |
| 5         | "ストレンジャー・ザン・パラダイス" "Stranger Than Paradise"                         | グレッグ・アラキ | グレッグ・アラキ Karley Sciortino | 2019年4月7日  | 0.085                 |
| 6         | "シーズ・ロスト・コントロール" "She's Lost Control"                                 | グレッグ・アラキ | グレッグ・アラキ Karley Sciortino | 2019年4月14日 | 0.080                 |
| 7         | "エニウェア・アウト・オブ・ザ・ワールド" "Anywhere Out of the World"                | グレッグ・アラキ | グレッグ・アラキ Karley Sciortino | 2019年4月21日 | 0.052                 |
| 8         | "アンノウン・プレジャーズ" "Unknown Pleasures"                                      | グレッグ・アラキ | グレッグ・アラキ Karley Sciortino | 2019年4月28日 | 0.093                 |
| 9         | "ディスアピア・ヒア" "Disappear Here"                                               | グレッグ・アラキ | グレッグ・アラキ Karley Sciortino | 2019年5月5日  | 0.069                 |
| 10        | "エブリシング・イズ・ゴーン・フォーエバー" "Everything Is Gone Forever"             | グレッグ・アラキ | グレッグ・アラキ Karley Sciortino | 2019年5月12日 | 0.064                 |

## 製作
グレッグ・アラキは、『ツイン・ピークス』にインスピレーションを受けてテレビ番組の製作をはじめ、いくつかのテレビシリーズの監督を務めた経験があったが、本作のアイディアが出来上がるまで自分の番組を持つことを躊躇していた。アラキはライターのカーリー・サイオルティーノと一緒に脚本を作り始め、以前一緒に仕事をしたグレゴリー・ジェイコブスがプロジェクトに参加し、さらにスティーヴン・ソダーバーグを呼び寄せた。
2018年3月26日、Starzが本作の製作を発表。全10話の撮影は40日間で行なわれた。
Starzは2019年7月26日に本作の打ち切りを発表した。

## 評価

### 批評
本作は批評家から好意的な評価を受けている。第1シーズンは批評集積サイトのRotten Tomatoesに32件のレビューがあり、批評家支持率は78%、平均点は10点満点で6.42点となっている。また、Metacriticには12件のレビューがあり、加重平均値は64/100となっている。